# Henri Delalle
Henri Delalle (Arracourt, 1º dicembre 1869 – Durban, 15 febbraio 1949) è stato un missionario e vescovo cattolico francese.

## Biografia
Studiò al seminario di Pont-à-Mousson e si addottorò in teologia e filosofia presso la Pontificia Università Gregoriana di Roma.
Abbracciò la vita religiosa tra gli Oblati di Maria Immacolata e, ordinato sacerdote, nel 1896 fu assegnato alle missioni in Sudafrica.
Fu professore al Saint Charles College di Pietermaritzburg e segretario privato del vescovo Charles-Constant Jolivet, vicario apostolico del Natal.
Eletto vescovo titolare di Tugga e vicario apostolico del Natal, fu consacrato il 2 giugno 1904 nella cattedrale di Nancy dal vescovo Charles-François Turinaz.
Lasciò la guida del vicariato nel 1946 e morì nel 1949. È sepolto nella cattedrale di Durban.

## Genealogia episcopale e successione apostolica
La genealogia episcopale è:
- Cardinale Scipione Rebiba
- Cardinale Giulio Antonio Santori
- Cardinale Girolamo Bernerio, O.P.
- Arcivescovo Galeazzo Sanvitale
- Cardinale Ludovico Ludovisi
- Cardinale Luigi Caetani
- Cardinale Ulderico Carpegna
- Cardinale Paluzzo Paluzzi Altieri degli Albertoni
- Papa Benedetto XIII
- Papa Benedetto XIV
- Papa Clemente XIII
- Cardinale Marcantonio Colonna
- Cardinale Giacinto Sigismondo Gerdil, B.
- Cardinale Paolo Giuseppe Solaro
- Arcivescovo François-Marie Bigex
- Cardinale Alexis Billiet
- Vescovo François Gros
- Arcivescovo Charles-François Turinaz
- Vescovo Henri Delalle, O.M.I.

La successione apostolica è:
- Vescovo Charles Cox, O.M.I. (1914)
- Vescovo Adalbero Fleischer, C.M.M. (1922)
- Vescovo David O'Leary, O.M.I. (1925)